# Aphylla silvatica
Aphylla silvatica – gatunek ważki z rodziny gadziogłówkowatych (Gomphidae). Występuje na terenie Ameryki Południowej.